# Dhorkë Orgocka
Dhorkë Orgocka (ur. 25 października 1937 w Korczy, zm. 31 sierpnia 2002) – albańska aktorka. 

## Życiorys
Swoją przygodę z teatrem rozpoczęła od amatorskiej grupy teatralnej, działającej w Korczy. Od 1951 związana z Teatrem Andon Zako Çajupi w Korczy. Na dużym ekranie zadebiutowała w 1968, niewielką rolą w filmie Horizonte te hapura. W 1975 zagrała główną rolę Ollgi w filmie Beni ecën vetë. Wystąpiła w ośmiu filmach fabularnych, głównie w rolach drugoplanowych.

## Role filmowe
- 1968: Horizonte të hapura jako żona Urana
- 1975: Beni ecën vetë jako Ollga
- 1977: Flamur në dallgë jako lekarka
- 1978: Pas gjurmëve jako matka
- 1985: Asgjë nuk harrohet jako matka
- 1986: Dasem e çuditshme jako matka Sherki
- 1987: Një vit i gjatë jako matka Likurga
- 1987: Përsëri pranverë jako żona Dano